# Les Mureaux
Les Mureaux é uma comuna francesa na região administrativa da Île-de-France, no departamento de Yvelines. A comuna possui 33 089 habitantes segundo o censo de 1990.